# Рокаберарди (Ријети)
Рокаберарди је насеље у Италији у округу Ријети, региону Лацио.
Према процени из 2011. у насељу је живело 72 становника. Насеље се налази на надморској висини од 833 м.